# 게라스

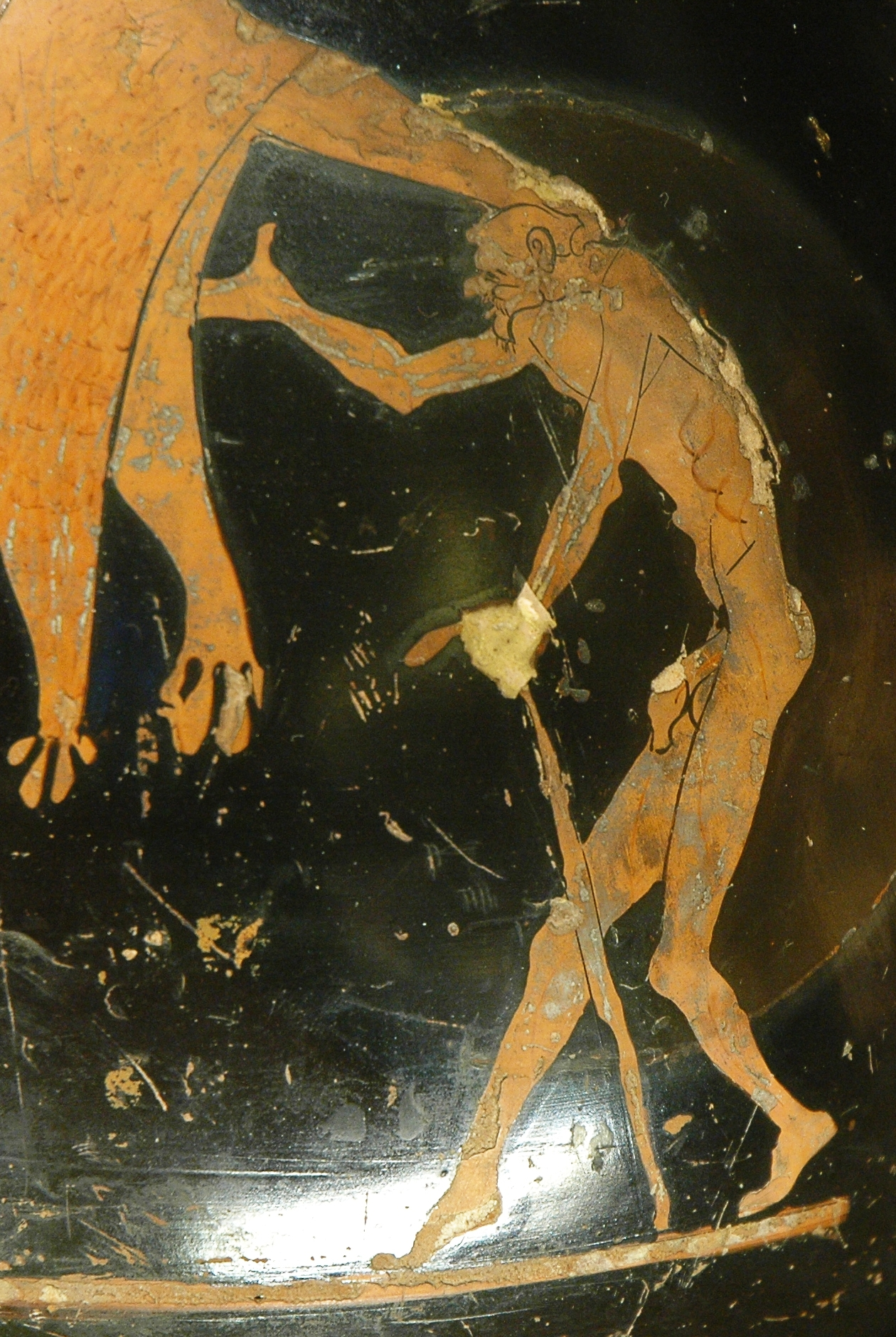
게라스, 그리스 토기의 일부. 기원전 480년–470년 경, 루브르 박물관 소재.

게라스(그리스어: Γῆρας)는 그리스 신화에서 ‘노령(老齡)의 신’이다. 게라스 란 이름 뜻은 '상' 또는 '강탈'을 뜻한다.
헤시오도스의 신통기 205행에 따르면 게라스는 닉스의 아들로 닉스가 "신들 가운데 어느 누구와도 눕지 않고" 낳았다고 하는데 히기누스는 그의 아버지가 에레보스라고 한다. 게라스는 늙고 등이 굽은 지팡이들 든 노인의 모습으로 묘사된다. 게라스의 반대되는 신은 헤베(젊음의 여신)이다.
로마로 건너와서는 세네크투스(Senectus) 와 동격이다. 게라스의 모습이 묘사된 토기에서 그는 헤라클레스와 함께 등장하는데 이와 관련된 신화의 문헌은 전해지지 않는다.

## 같이 보기
- 쿠마에 무녀
- 엘리 (북유럽 신화)